# Стамора Романа (Тимиш)
Стамора Романа (рум. Stamora Română) насеље је у Румунији у округу Тимиш у општини Сакошу Турческ. Oпштина се налази на надморској висини од 99 m.

## Историја
По "Румунској енциклопедији" место се први пут у документима помиње 1407. године као "Стамур". Пописано је 1717. године село "Стамор" у којем тада има 60 кућа. Помиње се 1821. године као "Влашка Стамора". Православна црква је подигнута 1861. године.
Аустријски царски ревизор Ерлер је 1774. године констатовао да место "Стамора" припада Брзавском округу, Чаковачког дистрикта. Становништво је било претежно влашко. Када је 1797. године пописан православни клир у месту су два свештеника. Пароси, поп Михаил Петковић (рукоп. 1763) и поп Симеон Поповић (1797) говорили су само румунским језиком.
У Стамори су господариле спахије Ђуричко и Маленица.

### Племићи Маленице "от Стаморе"
Јована Текелије зет Јосиф Маленица купио је село (Велики) Гај и населио пустару Стамору "отуд предикат от Стаморе".
Племић Петар Маленица рођак од стрица Јосифов био је власник места Стаморе Румунске током 19. века. Ту се јавља и Николај "от Стаморе", који ће касније добити други предикат тј. "от Великог Гаја". Никола Маленица "от Стаморе" а из Темишвара је постао члан Матице српске 1838. године, уплативши основни члански улог од 40 ф. Матичин члан је 1840. године постао Јован Маленица од Стаморе, са прилогом од 50 ф. Фебруара 1842. године племић Никола Маленица је држао бал у Темишвару. Маја 1843. године одсутан је посланик Српског црквено народног сабора у Карловцима, Георгије Маленица од Стаморе. Августа 1856. године умро је напрасно "од капље" у Земуну, враћајући се из Беча, племић Петар Маленица од Стаморе. Након импозантне сахране сахрањен је привремено на земунском градском гробљу. Његово тело ће бити касније "кад зазими" пренето у породичну гробницу, у родном месту Велики Гај. Никола Маленица се потписује 1846. године са "от Великог Гаја".
Ту 1860. године није пописан ни један Србин.

## Становништво
Према подацима из 2002. године у насељу је живело 330 становника, од којих су сви румунске националности.